# Выкресты

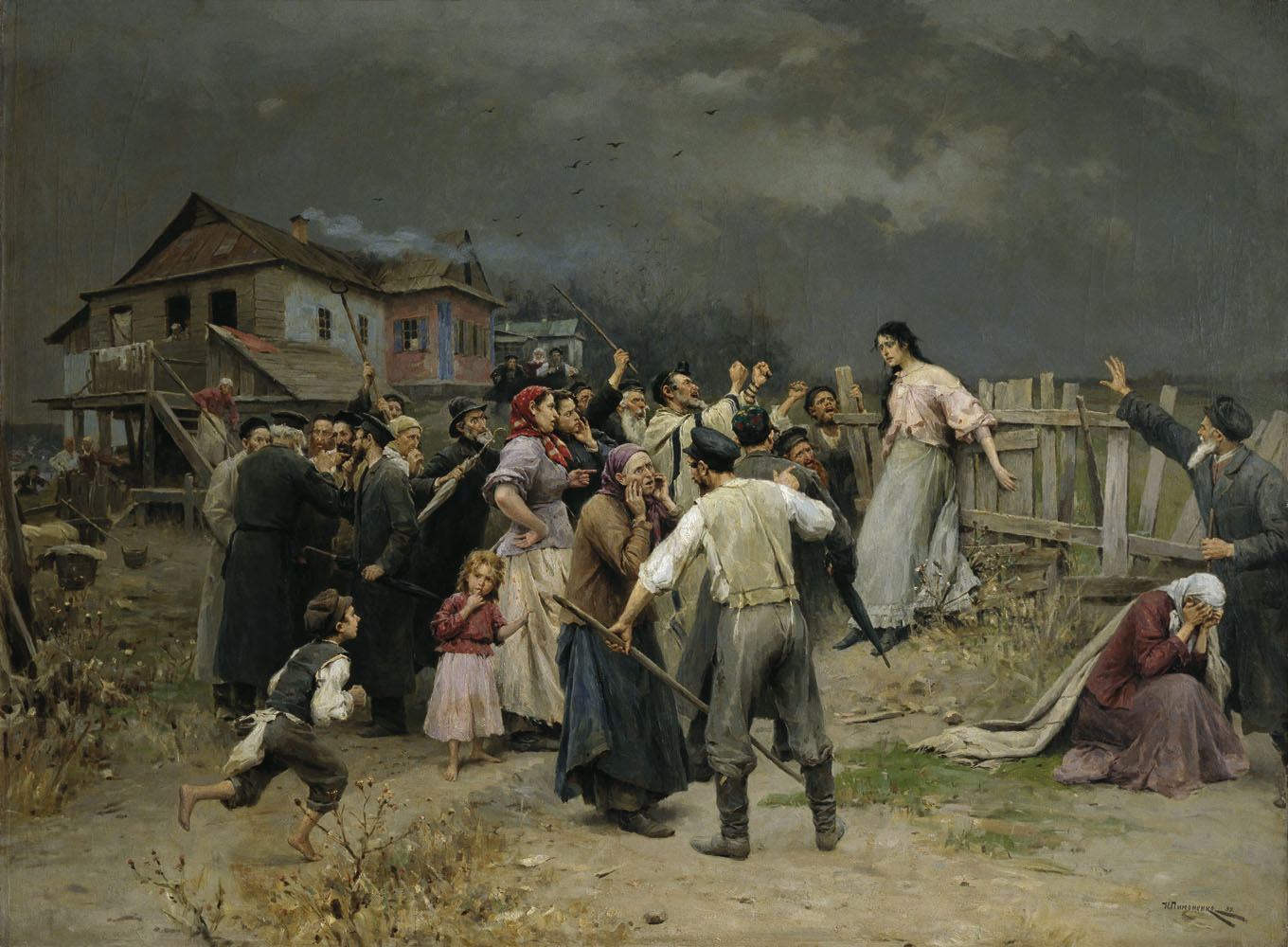
Жертва фанатизма, Николай Пимоненко, 1899

Вы́кресты (вы́крест, вы́крестка; разг. устар.) — перешедшие в христианство из другой религии; чаще всего употребляется по отношению к крещёным евреям.

## Значение термина
Большинство современных словарей даёт слово «выкрест» с пометкой «устаревшее». Синонимы в словаре В. И. Даля: перекрест, перекрещенец, новокрещен, окрещённый еврей, мусульманин или язычник и глаголы выкрестить, выхрестить, выкстить, выкрещать и другие. Предшественниками выкрестов считаются марраны.

## С точки зрения иудаизма
Термин выкрест (в еврейской традиции ивр. משומד‎, мешума́д, мн. мешумади́м; букв. «погубленные») несёт негативные коннотации, так как крещение человека из иудейской семьи часто сопровождалось разрывом с иудейской общиной. Часто в мотивах выкрестов усматривали карьерные мотивы.

## Кантонисты
Евреи особенно часто стали переходить в христианство в XIX — начале XX веков, когда религиозная принадлежность к иудаизму перестала жёстко определяться национальной принадлежностью, переход же в христианство снимал с еврея образовательные и другие ограничения, существовавшие в Российской империи до 1917 года. Массовое крещение евреев практиковалось в эпоху Николая I, когда выкрестами стали до 30 тыс. евреев. По тысяче человек в год переходили из иудаизма в православие и в эпоху Николая II. Чаще всего выкрестами становились кантонисты (призванные на военную службу). Евреев из черты оседлости начали рекрутировать в русскую армию по царскому указу от 26 августа 1827 года. Кантонисты получали православные имена (согласно святцам), а также фамилию своих крестных родителей (в том числе такие как Ивановы, Петровы, Степановы). Однако было немало выкрестов-кантонистов, которые возвращались в иудаизм после выхода в отставку.
Выкрестов старались не принимать в жандармы (Согласно положению Военного совета от 21 июня 1880 года и циркуляра Шефа Жандармов «в Отдельный корпус жандармов не допускались „лица, женатые на католичках, и евреи, хотя бы крещеные“»)  ,с конца XIX века не рукополагали в священники, не брали на службу на флот, с 1910 года не производили в офицеры в армии; в 1912 году запрет на производство в офицеры был распространён также на детей и внуков выкрестов.

## Оценки
Американский исследователь еврейской идентичности Стюарт Шарме писал: «Принятие радиоактивного ядра гойства — Иисуса — нарушает последнее табу еврейства. Вера в Иисуса как в мессию — это не просто еретическая еврейская вера, как это могло быть в первом веке, она стала эквивалентом акта этнокультурного самоубийства».